# Chrysosoma protervum
Chrysosoma protervum är en tvåvingeart som beskrevs av Octave Parent 1941. Chrysosoma protervum ingår i släktet Chrysosoma och familjen styltflugor. Inga underarter finns listade i Catalogue of Life.